# 汉梁王墓群
汉梁王墓群中国西汉梁国王室陵墓，位于河南省永城市芒山镇芒碭山系。共安葬梁孝王刘武、梁共王刘买、梁平王刘襄、梁顷王刘毋伤、梁敬王刘定国、梁夷王刘遂、梁荒王刘嘉等梁王。王陵分布前后次序为：保安山、夫子山、铁角山、南山、黄土山、窑山和僖山。陵墓墓门均开凿在距山顶10余米处，其上都有高大封土，厚5-10米，面积5000-6000平方米。堆土夯筑，封土多覆盖整个山顶至半山腰处，封土表面均平坦，南高北低，南北两墓并列，南墓居山体主要位置，为王陵，北为王后陵。墓道大多为朝东略偏南方向。
東漢末年，曹操因軍費困難，設“發丘中郎將”、“摸金校尉”等職，發兵盜掘漢梁孝王墓。袁绍的幕僚陈琳起草讨曹“檄文”：
“梁孝王，先帝母弟，坟陵尊显，松柏桑梓，犹宜恭肃。操率将吏士，亲临发掘，破棺裸尸，至今圣朝流涕，士民伤怀。又署发丘中郎将、摸金校尉，所过毁突，无骸不露。”

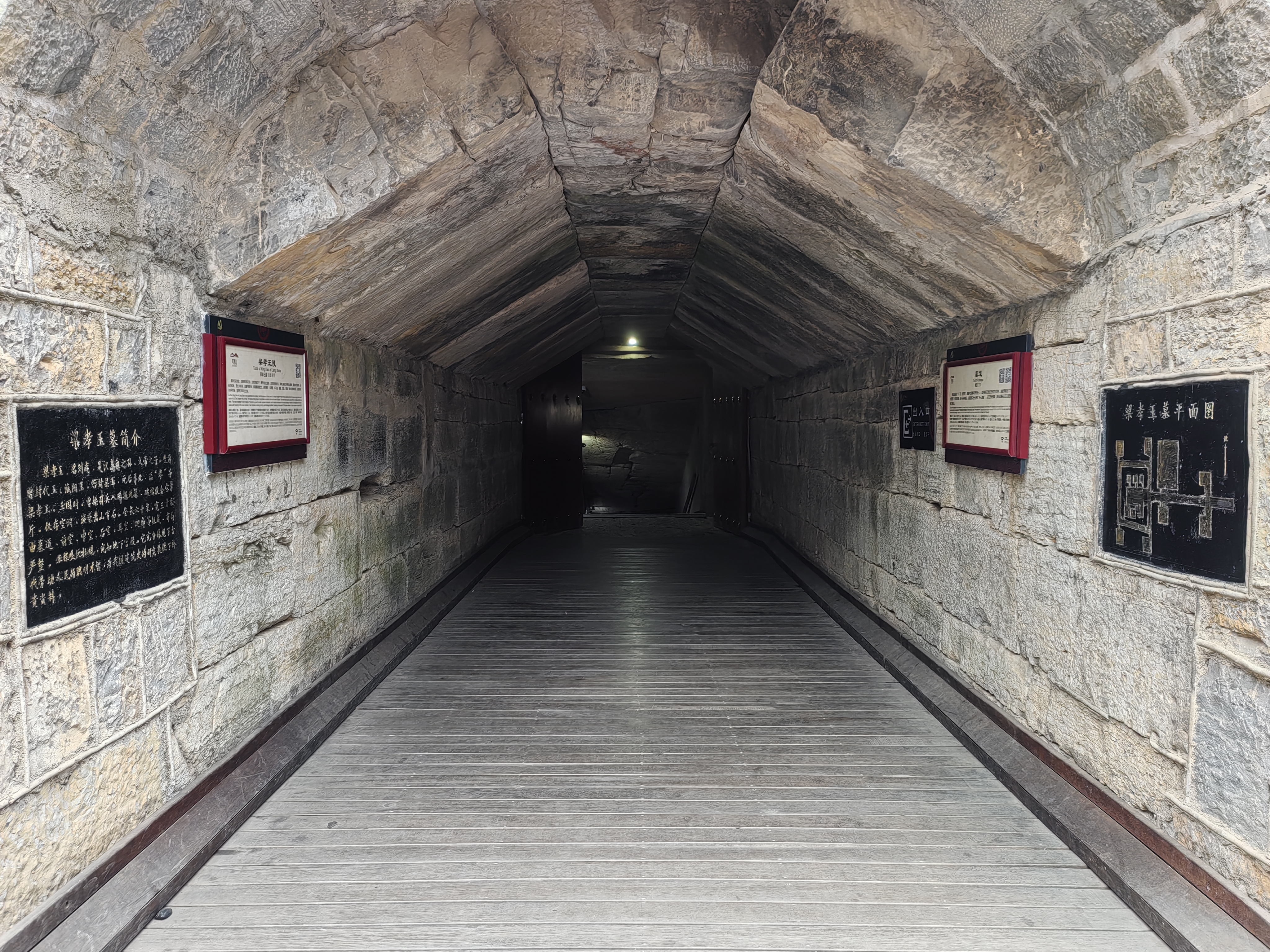
孝王陵墓道
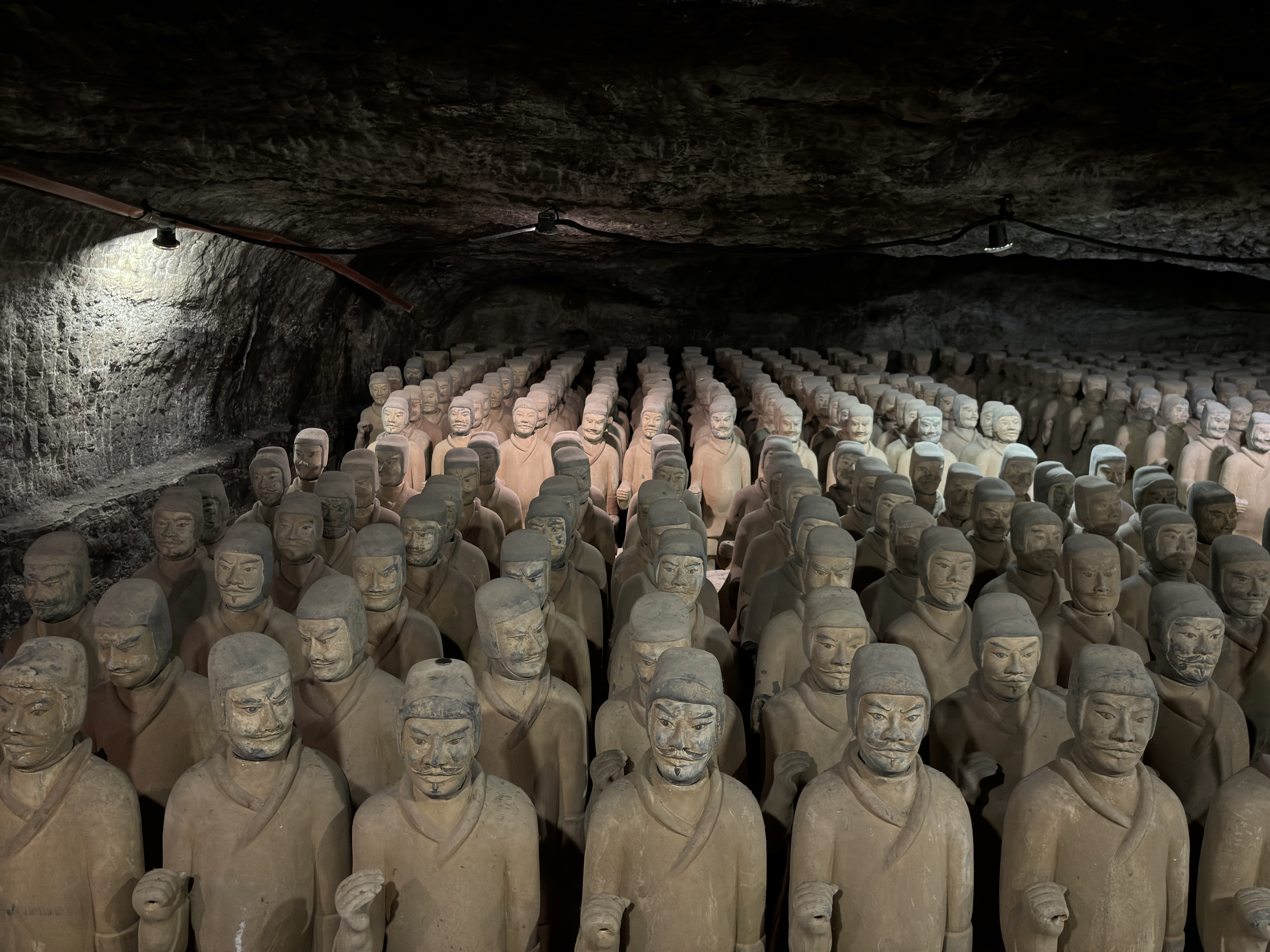
孝王陵練兵室
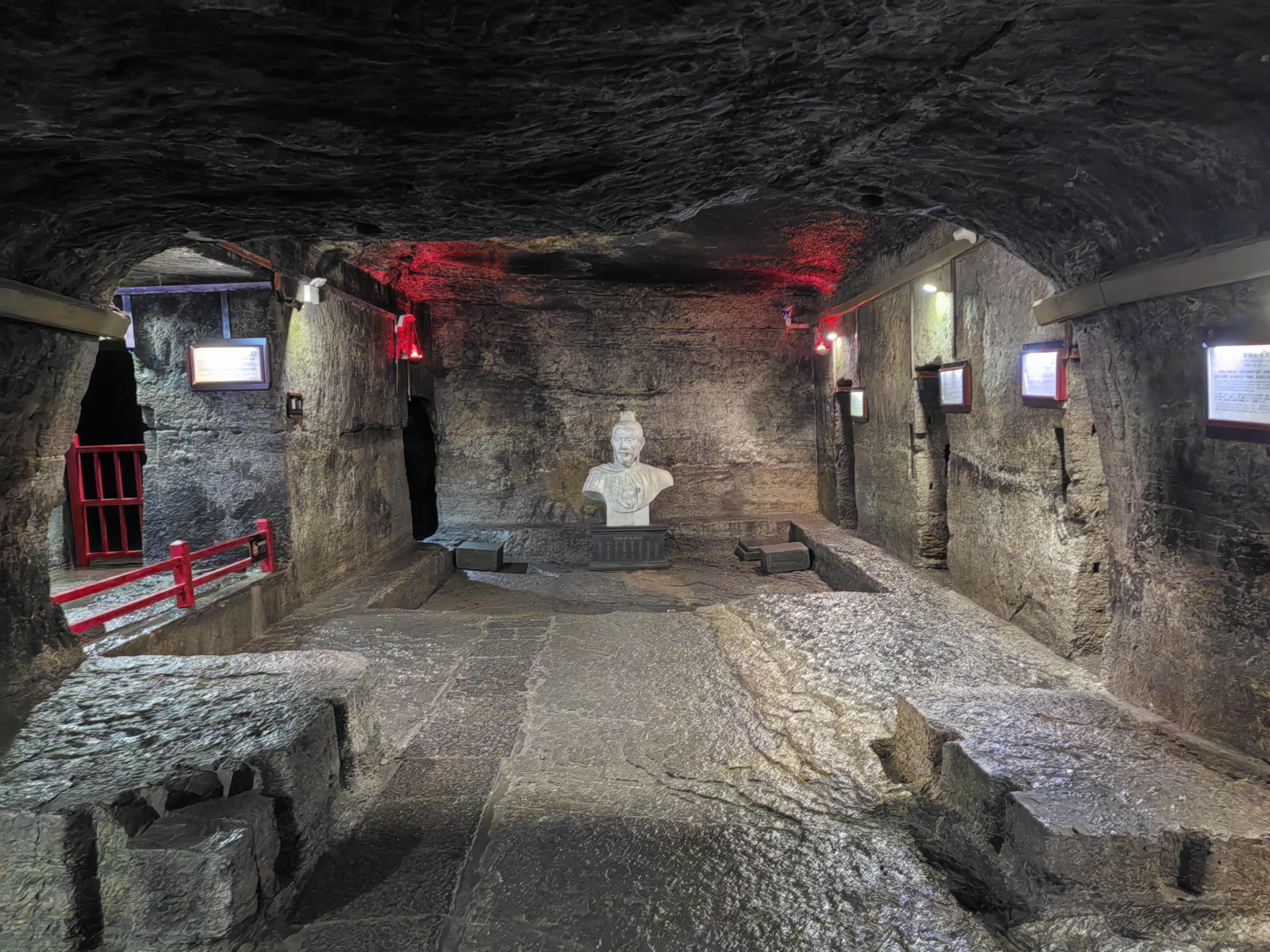
孝王陵主室
孝王王后陵墓道
孝王王后陵主室
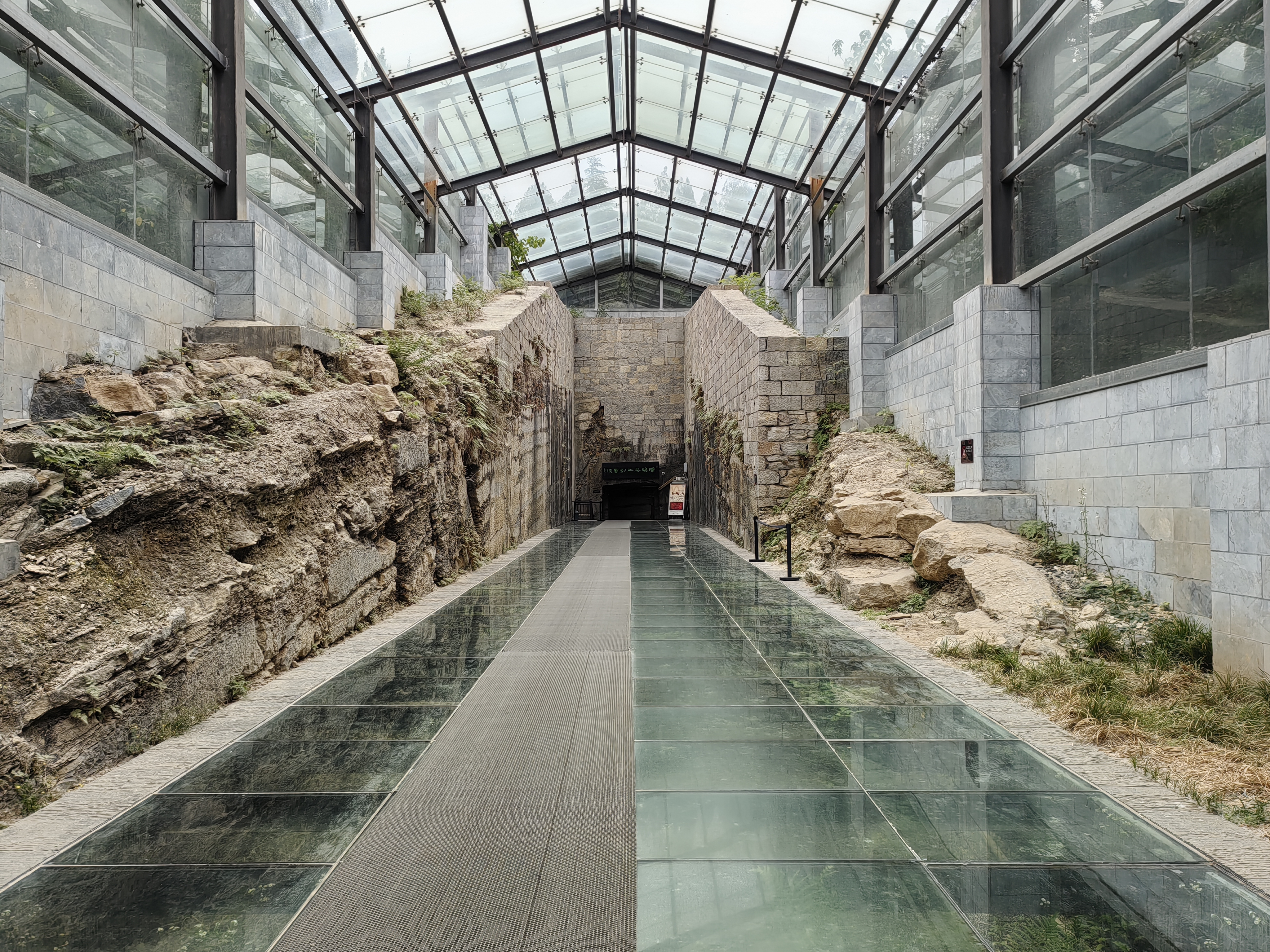
共王陵墓道
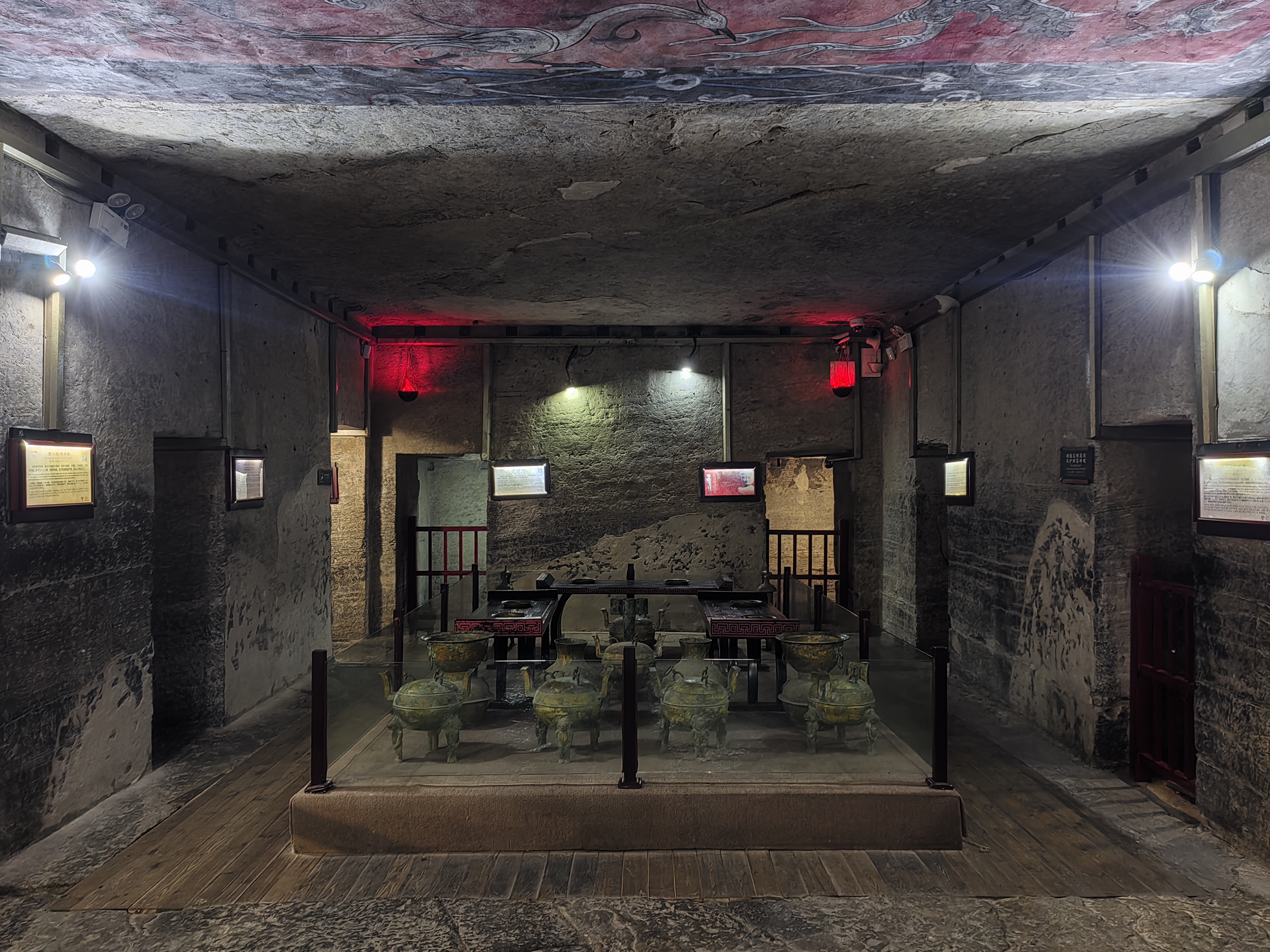
共王陵主室